# 53. pješačka pukovnija
53. pješačka pukovnija Zagreb (K.u.K. Infanterieregiment Nr. 53 Agram) bila je zagrebačka pukovnija Austro-ugarske vojske. Između 1835. i 1898. nosila je ime nadvojvode Leopolda. Od tada do 1904. nosila je ime "Edler von Latour". Od 1905. do 1913. nazivala se
"Ritter Plentzner v. Scharneck", da bi od 1913. dobila naziv "grof Viktor Dankl von Krasnik".

## Povijest

### Osnivanje
U Ratu za austrijsku baštinu, 1741. barun Franjo Trenk s dozvolom Marije Terezije osniva "Pandurski korpus baruna Franje Trenka". Tijekom travnja i svibnja 1741. okupio je više od tisuću dobrovoljaca, većinom iz Slavonije. 1745. Marija Terezija odobrava Trenkov prijedlog i korpus poput regularnih postrojbi pretvara u pandursku pukovniju. Nakon Aachenskog mira Trenkova pandurska pukovnija 22. prosinca 1748. pretvara se u Slavonski bataljun. Početkom Sedmogodišnjeg rata 8. rujna 1756. Slavonski bataljun je pretvoren u redovnu pukovniju, što je potvrđeno carskim dekretom 20. listopada 1756. Pješačka pukovnija je dobila broj 53.

### Austrijsko-pruski rat
Nakon sklapanja saveza Prusije i Italije protiv Austrije 8. travnja, Habsburška Monarhija provodi 21. travnja mobilizaciju svoje vojske u Italiji, nazvane Južna vojska. Pješačka pukovnija "Nadvojvoda Leopold" br. 53., kao dio Južne vojske, upućena je na talijansko ratište, gdje se borila pod zapovjedništvom pukovnika Hermanna Dahlena von Orlaburga. Postrojba je odigrala važnu ulogu prilikom bitke kod Custozze 24. lipnja 1866. Devet i pol satnija pukovnije "Nadvojvoda Leopold" br. 53 našlo se u odlučnom trenutku bitke kod Custozze na rješavajućoj točki i znatno pridonijelo osvajanju tog sela. Za pothvate u bitci tri su časnika i 11 dočasnika i vojnika odlikovani, a još šest časnika i 39 dočasnika i vojnika su pohvaljeni. Ubrzo nakon toga, odlučujući poraz austrijske Sjeverne vojske u sukobima s Prusima kod Sadove (Königsgratza) i opasnost koja je prijetila Beču doveli su do prebacivanja pukovnije na sjever zajedno s većim dijelom Južne vojske. Nakon sklapanja primirja na tom području 53. pukovnija se vraća u Italiju, gdje borbe također ubrzo prestaju. Od početka sukoba na talijanskom ratištu do kraja rata sudjelovala je i IV. bojna 53. pukovnije, koja se istaknula u obrani od žestokih talijanskih napada na mostobran kod Borgofortea.

### Zauzimanje BiH 1878.
Austrijskim postrojbama, jačine 82.000 ljudi, suprotstavila se slabo organizirana pretežno muslimanska milicija od 40.000 vojnika (uz određen broj pridruženih pravoslavnih harambaša), koju je vodio sarajevski agitator Hadži Lojo. Glavne austrijske snage, tzv. "okupacijske snage" od 9.400 vojnika pod zapovjedništvom baruna Josipa Filipovića, brzo su prodrle kroz sjevernu Bosnu osvojivši Banju Luku, Maglaj i Jajce, dok su postrojbe pod zapovjedništvom podmaršala Stjepana Jovanovića nadirale iz Dalmacije. Nakon bitke kod Viteza 16. kolovoza u srednjoj Bosni u kojoj su presudno porazile vojsku bosanskih muslimana, Filipovićeve postrojbe 19. kolovoza zauzele su Sarajevo u kojemu je pružen žestok otpor domaćeg muslimanskog stanovništva, te napredovanjem kroz Hercegovinu i Novopazarski sandžak zauzele cijelu Bosnu i Hercegovinu. Osvajanje je trajalo manje od tri mjeseca, tijekom kojih su ukupni gubitci austrijskih postrojbi iznosili 946 poginulih i 3980 ranjenih vojnika.

### Prvi svjetski rat
1913., pukovnija je preimenovana u 53. pješačku pukovniju "grof Viktor Dankl" (Ungarisch-Kroatisches Infanterie Regiment "Dankl" Nr. 53.). 1914. tri zagrebačke bojne 53. pukovnije nalazile se u sastavu 72. pješačke brigade, 36. divizije, pod zapovjedništvom XIII. zagrebačkog zbora, dok se četvrta nalazila u sklopu 6. gorske brigade 18. pješ. divizije XVI.bosansko-hercegovačkog zbora. Većina pukovnije je zajedno sa zagrebačkim korpusom 1914. upućena na istočno (balkansko) ratište. Početkom 1915. XIII. zbor je prebačen na rusko bojište u sastav 7. vojske u Bukovini. Pukovnija, kojoj je u međuvremenu vraćeno staro ime, se posebno istaknula na tom ratištu pri zauzimanju istočne Galicije i Bukovine. Zajedno s korpusom pukovnija je prebačena u veljači 1918. na jugozapadno (talijansko) bojište, gdje se već od otvaranja bojišta sredinom 1915. borila 4. bojna 53. zagrebačke pješačke pukovnije. Tu se postrojba posebno istaknula prilikom 12. sočanske ofenzive.
O ljudskim gubitcima svih hrvatskih postrojbi austro-ugarske vojske uoči Božića 1915. govori Miroslav Krleža u romanu Zastave (citirajući vjerodostojno onodobne novinske izvještaje). Pritom spominje i 53. pukovniju s 18.000 poginulih. Do točnih podataka je teško doći, jer su oni zametnuti i rasuti po arhivima u Beču, Budimpešti i Beogradu.

## Prosinačke žrtve i raspuštanje
5. prosinca 1918. oko 13 sati vojnici, časnici i dočasnici 53. pješačke pukovnije krenuli su iz Rudolfove vojarne zajedno s 25. domobranskom na Jelačićev trg u Zagrebu prosvjedovati protiv monarhije i ulaska Hrvatske u Kraljevinu SHS nakon završetka Prvog svjetskog rata. Vojnike, kojima se priključio veći broj građana, na uglu Frankopanske i Ilice nastojale su zaustaviti vladine snage, koje se nakon par hitaca u zrak povlače. Demonstranti nastavljaju prema središnjem zagrebačkom trgu uz povike podrške hrvatskoj republici. Na Trgu im se priključilo još građana. Domobrani i vojnici su razvili hrvatske trobojnice i otvoreno skandirali republika i Hrvatska. Čim su došli na Jelačićev trg na njih je otvorena puščana i mitraljeska vatra s krovova okolnih zgrada. U sukobu je ubijeno 13, a ranjeno 17 ljudi, što je poznato pod nazivom Prosinačke žrtve.
Stvaranjem Države Slovenaca, Hrvata i Srba pokrenut je krajem 1918. proces demobilizacije u kojem su raspuštene hrvatske postrojbe bivše austro-ugarske vojske i hrvatskog domobranstva. Raspuštanje postrojbi počelo je u studenome 1918. i nastavilo se u prvim mjesecima 1919. Početkom siječnja 1919. naređeno je ukidanje 25. i 26. pješačke pukovnije kao i onih iz zajedničke austro-ugarske vojske.

## Folklor
Smatra se da je slavna koračnica "Marširala, marširala, Jelačića vojska" nastala među vojnicima 53. pukovnije. Uz nju, u ovoj dugovječnoj postrojbi nastale su i druge pjesme, poput Pazi, care, na Hrvate, koja je nastala tijekom zaposjedanja BiH. Službene boje uzoraka na paradnim odorama časnika i dočasnika bile su tamnocrvena sa srebrnim pucetima. Postrojbu se često nazivalo i "Leopoldcima", jer je dugo vremena nosila naziv 53. pukovnija nadvojvode Leopolda.
Dan postrojbe slavio se 24. lipnja u znak sjećanja na bitku kod Custozze 1866. Tad se služila svečana misa u crkvi sv. Marka, uručivana su odlikovanja i pohvale, vojna glazba i odredi postrojbe paradirali su ulicama Zagreba, nakon čega je obično organiziran svečani ručak za najviše uzvanike.

## Sastav
Godine 1914. pukovniju je sačinjavalo 97% Hrvata i Srba te 3% ostalih.

## Ustroj i stožer
Godine 1873. stožer se nalazio izmješten u Grazu, dok su sve bojne pukovnije bile u Zagrebu. Između 1904. i 1907. zapovjedništvo zajedno s 3. i 4. bojnom nalazi se u Bjelovaru, a 1. i 2. bojna u Zagrebu. Od 1908. do kraja rata stožer pukovnije i tri bojne bili su smješteni u Zagrebu, u Rudolfovoj vojarni, dok je četvrta bojna bila smještena u Foči.

## Zapovjednici
- 1873. – puk. vitez Ludwig von Pielsticker
- 1903. – 1904. – puk. Josef Rowenski
- 1905. – 1908. – puk. Friedrich Novak
- 1909. – 1911. – puk. Friedrich Gostischa
- 1912. – 1914. – puk. Franz Mahr von Oraviczabánya
- 1914. – puk. Friedrich Schirmer